# Maria Nichiforov
Maria Nichiforov   (Mila 23, 9 d'abril de 1951 - 24 de juny de 2022), de casada Mihoreanu, fou una piragüista d'aigües tranquil·les romanesa que va competir durant la dècada de 1970.
El 1972 va prendre part en els Jocs Olímpics d'Estiu de Munic, on guanyà la medalla de bronze en la prova del K-2, 500 metres del programa de piragüisme. Formà parella amb Viorica Dumitru.
En el seu palmarès també destaquen quatre medalles al Campionat del Món de piragüisme en aigües tranquil·les, una de plata i tres de bronze, entre les edicions del 1973 i 1975.